# Barton-under-Needwood
Barton-under-Needwood is een civil parish in het bestuurlijke gebied East Staffordshire, in het Engelse graafschap Staffordshire.